# 米斯特克人
米斯特克人（西班牙語：Pueblo mixteco；米斯特克语：Ñuù savi）是墨西哥的原住民族，主要分布于墨西哥瓦哈卡州、普埃布拉州、格雷罗州和恰帕斯州。米斯特克人使用米斯特克语，属欧托-曼格语系，内部分支繁多。米斯特克来自纳瓦特尔语mixtecah，意为“云中之民”。
米斯特克人曾创造了米斯特克文明，人口最多时达到150万；不过在西班牙殖民者入侵后，米斯特克人口锐减。现今墨西哥共有约83万米斯特克人。传统上，米斯特克人依居住地区分为三大支系高地米斯特克人（mixteco alto）、低地米斯特克人（mixteco bajo）和海岸米斯特克人（mixteco de la costa）。
现代米斯特克人多数务农，耕作技术基本上是刀耕火种。种地用锄和铲，或用牛和犁。主要作物是玉蜀黍、豆类和南瓜。其他生产活动是狩猎、捕鱼、放牧和采集野生食物。缺乏生计的地方则制作和出售棕榈编织物。编织和制陶是一般手工业。他们虽然名义上信仰天主教，但大多数人是信仰一种包括天主教之前的神灵在内的混合宗教，某些地区信奉雨神扎维。近年来许多米斯特克人移居美国，根据2011年的统计，加利福尼亚州约有15万米斯特克人；纽约市亦有2.5万至3万米斯特克移民。